# PageMeUp
PageMeUp est un logiciel de mise en pages ou PAO pour Mac OS X. Son interface ressemble à celle de Pages développé par Apple bien qu'il soit muni de bien plus de fonctionnalités dont la gestion de la colorimétrie, absente de Pages. Il a été créé dans le but d'être simple d'usage afin de permettre à des personnes non initiées dans la PAO de pouvoir créer facilement des documents par rapport à des logiciels professionnels concurrents tels que Adobe InDesign ou QuarkXPress. Sa particularité est qu'il permet également de dessiner des sites web puis de les exporter ensuite.

## Fonctionnalités
- Gestion de la colorimétrie (CMJN et RGB)
- Imposition des pages
- Export HTML
- Export PDF, PNG, TIFF, JPEG